# Antiphrisson mujuncumus
Antiphrisson mujuncumus är en tvåvingeart som beskrevs av Pavel Lehr 1986. Antiphrisson mujuncumus ingår i släktet Antiphrisson och familjen rovflugor.
Artens utbredningsområde är Kazakstan. Inga underarter finns listade i Catalogue of Life.